# 경남대로
경남대로(慶南大路, 영어: Gyeongnam-daero)는 대한민국 경상남도 창원시 마산합포구 예곡동 현동 교차로와 대구광역시 달성군 구지면 평촌리 한정1교를 잇는 도로이다. 경남 중부지역을 관통한다고 하여 경남대로라 명명되었다.
대부분 구간이 왕복 4차로로 이루어져 있으며, 고속화도로 형식을 취한 구간이 많다. 이 도로는 마산합포구 및 내서읍 구간을 제외한 전 구간이 중부내륙고속도로와 나란히 달린다.

## 역사
- 2003년 1월 1일 : 성산 ~ 유가간 도로(경상남도 창녕군 대합면 등지리 ~ 대구광역시 달성군 유가면 한정리) 5.4km 구간 확장 개통 및 기존 6.8km 구간 폐지[1]
- 2003년 1월 10일 : 영산 ~ 창녕간 도로(창녕군 영산면 죽사리 ~ 창녕읍 퇴천리) 9km 구간 확장 개통, 기존 5.5km 구간 폐지[2]
- 2003년 12월 30일 : 창녕군 창녕읍 초막리 ~ 대지면 효정리 구간 5.56km 확장 개통[3]
- 2004년 12월 29일 : 창녕 ~ 성산간 도로(창녕군 창녕읍 교리 ~ 대합면 등지리) 구간 5.56km 확장 개통.[4]
- 2004년 12월 29일 : 칠원 ~ 영산간 도로(함안군 칠원면 무기리 ~ 이룡리) 구간 9.94km 확장 개통.[5]
- 2005년 12월 24일 : 남지 ~ 영산간 도로(함안군 칠서면 이룡리 ~ 창녕군 영산면 죽사리) 구간 6.58km 확장 개통.[6]
- 2009년 7월 10일 : 2개 이상 시·도에 걸쳐 있는 도로로 경남대로를 고시[7]
- 2015년 3월 5일 : 내서 ~ 칠원간 도로(창원시 마산회원구 내서읍 호계리 ~ 함안군 칠원읍 예곡리) 1.53km 구간 확장 개통, 기존 1.2km 구간 폐지[8]
- 2017년 11월 27일 : 내서 ~ 칠원간 도로(함안군 칠원읍 예곡리 ~ 구성리) 총 2.2km 구간 확장 개통[9]
- 2018년 1월 10일 : 비슬로 기초번호 정비로 인해 도로구간을 경상남도 창녕군 성산면 대견리에서 대구광역시 달성군 구지면 평촌리까지 연장함. 이에 따라 총 연장이 58.5km에서 58.89km로 증가[10]

## 주요 경유지
경상남도
- 창원시 마산합포구 (내서읍) - 함안군 (칠원읍 · 칠서면 · 칠북면 · 칠서면) - 창녕군 (도천면 · 영산면 · 계성면 · 장마면 · 창녕읍 · 대지면 · 대합면 · 성산면)

대구광역시
- 달성군 구지면

## 노선
| 이름              | 접속 노선                                                                                     | 소재지                              | 소재지                         | 비고                              |
| 남해안대로와 직결 | 남해안대로와 직결                                                                             | 남해안대로와 직결                   | 남해안대로와 직결              | 남해안대로와 직결                 |
| ----------------- | --------------------------------------------------------------------------------------------- | ----------------------------------- | ------------------------------ | --------------------------------- |
| 현동 교차로       | 국도 제2호선 국도 제5호선 국도 제77호선 (남해안대로) 국도 제14호선 국도 제79호선 (밤밭고개로) | 창원시                              | 마산합포구                     |                                   |
| (이름 없음)       | 예곡길                                                                                        | 창원시                              | 마산합포구                     |                                   |
| 쌀재터널          |                                                                                               | 창원시                              | 마산합포구                     | 상행 연장 1,465m 하행 연장 1,470m |
| 쌀재터널          | 마산회원구 내서읍                                                                             | 창원시                              |                                | 상행 연장 1,465m 하행 연장 1,470m |
| 감천 교차로       | 감천로                                                                                        | 창원시                              |                                |                                   |
| 삼계삼거리        | 광려로                                                                                        | 창원시                              | 국가지원지방도 제67호선과 중복 |                                   |
| 삼계사거리        | 삼계로 중리공단로                                                                             | 창원시                              | 국가지원지방도 제67호선과 중복 |                                   |
| 롯데마트 삼계점   |                                                                                               | 창원시                              | 국가지원지방도 제67호선과 중복 |                                   |
| 상곡사거리        | 국가지원지방도 제67호선 (광려천서로) 중리공단로1길                                            | 창원시                              | 국가지원지방도 제67호선과 중복 |                                   |
| 내서교            |                                                                                               | 창원시                              | 고가도로                       |                                   |
| 중리 교차로       | 광려천서로                                                                                    | 창원시                              | 상행 진출 불가 하행 진입 불가  |                                   |
| 호계사거리        | 호계본동로                                                                                    | 창원시                              |                                |                                   |
| (교량 이름 미상)  |                                                                                               | 창원시                              |                                |                                   |
|                   | 함안군                                                                                        | 칠원읍                              |                                |                                   |
| 예곡삼거리        | 함안군                                                                                        | 칠원읍                              | 호원로                         |                                   |
| 야촌삼거리        | 함안군                                                                                        | 칠원읍                              | 오곡로                         |                                   |
| 석전삼거리        | 함안군                                                                                        | 칠원읍                              | 석전1길 석전2길                |                                   |
| 갈티곡고개 구성교 | 함안군                                                                                        | 칠원읍                              |                                |                                   |
| 구성사거리        | 함안군                                                                                        | 칠원읍                              | 삼칠로 무기새길                |                                   |
| 운서 교차로       | 함안군                                                                                        | 칠원읍                              | 운무로                         | 상행 진입 불가 하행 진출 불가     |
| 무릉1터널         | 함안군                                                                                        | 칠원읍                              |                                | 상행 연장 470m 하행 연장 480m     |
| 무릉1터널         | 함안군                                                                                        | 칠서면                              |                                | 상행 연장 470m 하행 연장 480m     |
| 무릉2터널         | 함안군                                                                                        |                                     | 상행 연장 602m 하행 연장 580m  |                                   |
| 무릉3터널         | 함안군                                                                                        |                                     | 상행 연장 600m 하행 연장 550m  |                                   |
| 무릉3터널         | 함안군                                                                                        | 칠북면                              | 상행 연장 600m 하행 연장 550m  |                                   |
| 칠북 교차로       | 함안군                                                                                        | 유성로                              |                                |                                   |
| 덕남 교차로       | 함안군                                                                                        | 계룡로                              |                                |                                   |
| 광려천교          | 함안군                                                                                        |                                     |                                |                                   |
|                   | 함안군                                                                                        | 칠서면                              |                                |                                   |
| 이룡 교차로       | 함안군                                                                                        | 지방도 제1040호선 (삼칠로)          |                                |                                   |
| 낙동대교          | 함안군                                                                                        |                                     |                                |                                   |
|                   | 창녕군                                                                                        | 도천면                              |                                |                                   |
| 우강 교차로       | 창녕군                                                                                        | 도천면                              | 지방도 제1022호선 (낙동로)     |                                   |
| 논리 교차로       | 창녕군                                                                                        | 도천면                              | 치이골길                       |                                   |
| 영산천교          | 창녕군                                                                                        | 도천면                              |                                |                                   |
|                   | 창녕군                                                                                        | 영산면                              |                                |                                   |
| 죽사 교차로       | 창녕군                                                                                        | 영산도천로                          | 영산 나들목과 연결             |                                   |
| 계성 교차로       | 창녕군                                                                                        | 국도 제79호선 (영산장마로)          | 계성면                         |                                   |
| 명리 교차로       | 창녕군                                                                                        | 명리공단길 영산계성로               | 계성면                         |                                   |
| 계성 교차로       | 창녕군                                                                                        | 지방도 제1080호선 (계성화왕산로)    | 계성면                         | 상행 진출만 가능                  |
| 신당 교차로       | 창녕군                                                                                        | 영산계성로                          | 계성면                         |                                   |
| 남통고개          | 창녕군                                                                                        |                                     | 계성면                         |                                   |
|                   | 창녕군                                                                                        | 장마면                              |                                |                                   |
| 여초 교차로       | 창녕군                                                                                        | 여초1길 여초3길                     | 창녕읍                         |                                   |
| 초막골 교차로     | 창녕군                                                                                        | 여초길 화전길 초막2길               | 창녕읍                         |                                   |
| 공설운동장삼거리  | 창녕군                                                                                        | 창녕대로                            | 창녕읍                         |                                   |
| 개산교            | 창녕군                                                                                        | 탐하로                              | 창녕읍                         |                                   |
| 송곳교            | 창녕군                                                                                        |                                     | 창녕읍                         |                                   |
| 대지 교차로       | 창녕군                                                                                        | 지방도 제1080호선 (우포2로)         | 대지면                         |                                   |
| 왕산교            | 창녕군                                                                                        |                                     | 대지면                         |                                   |
| 왕산사거리        | 창녕군                                                                                        | 억만미산로                          | 대지면                         |                                   |
| 어은삼거리        | 창녕군                                                                                        | 원촌어은길                          | 대지면                         |                                   |
| 모전삼거리        | 창녕군                                                                                        |                                     | 대합면                         |                                   |
| 모전사거리        | 창녕군                                                                                        | 모전로 석실길                       | 대합면                         |                                   |
| 수장사거리        | 창녕군                                                                                        | 수장퇴산로 수장길                   | 대합면                         |                                   |
| 장기사거리        | 창녕군                                                                                        | 매탄길                              | 대합면                         |                                   |
| 농공단지삼거리    | 창녕군                                                                                        | 대합공단길                          | 대합면                         |                                   |
| 무솔사거리        | 창녕군                                                                                        | 평지퇴산로                          | 대합면                         |                                   |
| 등지 교차로       | 창녕군                                                                                        | 지방도 제1034호선 (팔문동길) 창한로 | 대합면                         |                                   |
| 대견 교차로       | 창녕군                                                                                        | 대견월포로                          | 성산면                         |                                   |
| 한정1교           | 국가산단남로                                                                                  | 달성군                              | 구지면                         |                                   |
| 비슬로와 직결     |                                                                                               |                                     |                                |                                   |

## 주의사항
- 내서교 구간은 자동차전용도로로 지정되어 있지 않지만 관할 경찰의 고시에 의해 자동차전용도로의 통행 제한과 유사한 통행 제한(보행자, 자전거, 원동기장치자전거, 긴급자동차로 지정되지 않은 이륜자동차의 통행금지)이 시행되는 구간이다. 이에 대한 대체도로로는 옛 국도 제5호선 구간인 중리공단로, 호원로가 있다.